# Privodino
Privodino (ryska Приводино) är en ort i länet Archangelsk oblast i Ryssland. Den ligger vid floden Norra Dvina. Folkmängden uppgår till cirka 3 000 invånare.